# 織田長能
織田 長能（おだ ながよし）は、江戸時代前期から中期にかけての旗本。通称は半八郎、主計。

## 略歴
延宝2年（1674年）、織田長迢の次男として誕生した。兄・津田長経が病気のために退隠し、嫡子となった。
元禄15年（1702年）6月23日、家督を相続する。寄合に所属する。宝永7年（1710年）12月23日、高家旗本に列する。ただし、高家職に就くことはなかった。享保20年（1735年）12月21日、隠居して長男の長説に家督を譲る。以後、不専と称する。
寛保3年（1743年）6月18日、死去。享年70。

## 系譜
子女は4男1女
- 父：織田長迢
- 母：織田信昌娘
- 正室：柴田康利娘
- 生母不明の子女
  - 長男：織田長説
  - 次男：日根野弘恒 - 日根野弘長[1]の養子
  - 三男：柴田康平 - 柴田康完の養子
  - 女子：横瀬貞隆正室